# Klenot (album)
Klenot (2009) je sedmé řadové album české skupiny Vypsaná fiXa, jejíž natáčení probíhalo v létě roku 2009 ve Velké Británii. O cestě do Velké Británie a průběhu natáčení desky skupina informovala perem zpěváka a kytaristy Michala Maredy v blogu na svých oficiálních stránkách.
Skupina také sáhla k ne příliš tradičnímu způsobu prodeje desky. Je ke stažení na Internetu a posluchač až po stažení sám rozhodne, zda, případně jakou částkou, Vypsanou fiXu finančně podpoří.

## Seznam písní
1. Naše nebe
2. Holka s lebkou
3. Suprkino
4. Psychokuna
5. Sci-fi povídka
6. Panenka Chou-Chou
7. Velká láska
8. Okresní knihovna
9. Sirény
10. Klenot
11. Závod
12. Duchové